# Sitona regensteinensis
Sitona regensteinensis är en skalbaggsart som först beskrevs av Herbst 1797.  Sitona regensteinensis ingår i släktet Sitona, och familjen vivlar. Det är osäkert om arten förekommer i Sverige.